# Mirai – Das Mädchen aus der Zukunft
Mirai – Das Mädchen aus der Zukunft (Originaltitel 未来のミライ Mirai no Mirai) ist ein Animefilm von Mamoru Hosoda aus dem Hause Studio Chizu. Der Film feierte am 16. Mai 2018 auf dem Directors’ Fortnight im Rahmen des Cannes Film Festivals offizielle Premiere, ehe am 20. Juli gleichen Jahres die Ausstrahlung in den japanischen Kinos erfolgte.
Noch im Jahr 2018 folgten Aufführungen in Australien, Neuseeland, im Vereinigten Königreich und der Republik Irland sowie in den Vereinigten Staaten und Kanada. Mirai erhielt mehrere Nominierungen, darunter in der Kategorie Bester Animationsfilm bei den Golden Globe Awards 2019 und den Critics’ Choice Movie Awards 2019 sowie bei den Annie Awards und den Art Cinema Awards des Hamburg Film Festivals.
Mamoru Hosoda erarbeitete den Film im Alleingang und arbeitete nicht mit seinem langjährigen Cast zusammen, was er unter anderem damit begründete, dass der Film auf seinen Kindern basiert, sehr persönlich ist und er deswegen ein möglichst reales Umfeld kreieren wollte. Mirai – Das Mädchen aus der Zukunft wird aus der Perspektive des vierjährigen Kun gezeigt, der bis zur Geburt seiner kleinen Schwester Mirai das Nesthäkchen der Familie war und glaubt, dass seine Eltern jegliches Interesse an ihm verloren haben. Erst als er durch den Besuch der älteren Mirai in eine Welt, in der Vergangenheit, Gegenwart und Zukunft miteinander verschmelzen, gelangt, lernt Kun, was es bedeutet, ein großer Bruder zu sein.

## Handlung
Kun wurde als Sohn einer Managerin und eines Architekten geboren. Gemeinsam mit ihrem Hund Yukko lebt die Familie in einem mehrstufigen Haus in Isogo-ku, das sein Vater um einen Baum herum gebaut hat, wo Kun die meiste Zeit mit dem Familienhund und seiner Spielzeugeisenbahn spielt. Als Kun vier Jahre alt ist, wird seine kleine Schwester Mirai – japanisch für „Zukunft“ – geboren. Zunächst ist Kun glücklich, dass seine Mutter mit ihr wieder nach Hause kommt, doch schon bald entwickelt er eine Eifersucht gegenüber seiner kleinen Schwester, da er den Eindruck hat, dass seine Eltern sich hauptsächlich auf sie fokussieren und schlägt seine kleine Schwester mit einer Spielzeuglok ins Gesicht. Seinen Ärger lässt er zunächst an seiner Mutter aus, später auch an seinem Vater, der seine Arbeit nach Hause verlegt, während die Mutter wieder auswärts arbeiten geht.
Als er eines Tages aus Wut in den Garten rennt, trifft er auf einen mysteriösen Mann, welcher sich als „Prinz des Hauses“ vorstellt. Als der Mann die ganze Zeit darüber klagt, dass seine Eltern ihr Interesse an ihm verloren haben als Kun geboren wurde, realisiert dieser, dass es sich bei dem Mann um Yukko, dem Hund handelt, der eine menschliche Form angenommen hat. Obwohl Yukko eine menschliche Gestalt angenommen hat, findet Kun den Schweif des Hundes und zieht diesen ab. Nachdem er sich selbst den Schweif „ansteckt“, verwandelt Kun sich daraufhin in einen Hund. Später, sichtlich beruhigt, erzählt Kun seinen Eltern, welchen Spaß er hatte, als Hund durch den Garten zu rennen, und überträgt dabei Yukkos Gefühle auf sich.
Das Mädchenfest nähert sich und die Familie beginnt damit, traditionelle Puppen aufzustellen und Mirai Glück zu wünschen. Allerdings versäumt die Familie es am Ende des Festes, die Puppen wieder wegzustellen. Abermals frustriert darüber, dass seine Eltern sich wieder verstärkt um seine kleine Schwester kümmern, rennt er erneut in den Garten, wo er auf ein Mädchen im Mittelschulalter trifft und sagt, dass sie Mirai aus der Zukunft sei. Sie sagt, dass sie in der Zeit zurückgereist sei um zu prüfen, ob die Puppen des Familienfestes weggeräumt wurden, da mit jedem verstrichenen Tag ein Jahr vergehen muss, ehe Mirai später heiraten darf. Die zukünftige Mirai schafft es gemeinsam mit Kun und dem anthropomorphen Hund Yukko die Puppen wegzupacken.
Kuns Mutter zeigt ihm Bilder von sich, als sie, wie er, vier Jahre alt war. Allerdings verhält er sich nach wie vor aggressiv gegenüber seiner Mutter (und seiner Schwester). Er stürmt ein weiteres Mal in den Garten, von wo aus er 20 Jahre in die Vergangenheit reist und auf ein kleines Mädchen trifft, das er anhand von Bildern als seine Mutter identifiziert. Sie ist auf ihre Mutter wütend, da sie ihr keine Katze als Haustier kaufen will. Zu Hause beginnt die vierjährige Mutter von Kun, Spielzeug auf dem Boden und Essen auf dem Tisch zu verteilen. Als die Mutter seiner Mutter nach Hause kommt, wird Kun dazu gedrängt, das Haus durch die Hintertür zu verlassen. Dennoch hört Kun, wie seine Mutter von ihrer Mutter wüst beschimpft wird und diese hysterisch weint. Er kehrt in seine Zeit zurück und schafft es, seiner Mutter Sympathie entgegenzubringen, dennoch beklagt und weint Kun über jede Kleinigkeit.
Kun bekommt ein Fahrrad mit Stützrädern geschenkt, will aber, nachdem er ältere Kinder auf ihren Rädern im Park gesehen hat, lernen ohne Stützräder zu fahren. Sein Vater versucht sein Bestes um Kun zu helfen, allerdings scheint er nicht in der Lage zu sein, sein Gleichgewicht zu halten. Zurück zu Hause rennt Kun erneut in den Garten und gelangt in eine Werkstatt im ländlichen Japan, die vor etlichen Jahrzehnten existierte. Ein junger Mann mit einem verletzten Bein stellt Kun viele Pferde, die in der Nähe der Werkstatt leben, vor und nimmt den sichtlich ängstlichen Kun auf einen Ausritt mit und lässt ihn später auf seinem Motorrad mitfahren. Zurück in seiner Zeitlinie schafft es Kun aufgrund seiner in der Vergangenheit gemachten Erfahrungen Fahrrad zu fahren. Seine Mutter zeigt Kun weitere Bilder und erklärt, dass es sich bei diesem Mann um seinen Urgroßvater handele, der in seinen jungen Jahren an Motorrädern werkelte, aber vor Kurzem verstarb.
Eines Tages beschließt die Familie einen Tagesausflug zu machen. Allerdings verzweifelt Kun abermals, da er nicht in seine gelbe Lieblingshose passt. Er rennt weg und versteckt sich. Als er wieder aus seinem Versteck hervorkommt, muss er feststellen, dass seine ganze Familie gegangen ist. Im Garten findet er einen Bahnhof, an dem sich ein Zug nähert. Ein älterer Jugendlicher warnt Kun davor, in den Zug zu steigen, jedoch wird diese Warnung von Kun ignoriert. Der Zug bringt Kun an den Bahnhof Tokio, wo er allerdings in Panik gerät, da er ganz alleine ist. Er findet einen Zugbegleiter, der Kun bittet, die Namen seiner Eltern zu geben, damit dieser sie erreichen kann, doch Kun muss feststellen, dass er sich nicht an die Namen seiner Eltern erinnern kann. Er bringt Kun zu einem drachenförmigen Schnellzug. Der Begleiter sagt, dass er zum einsamen Land („Lonely Land“) fahren muss, falls niemand ihn an einer Haltestelle am Zug abholt. Er sieht wie ein wie Mirai aussehendes Baby, versucht in den Zug zu steigen und rettet sie, bittend nicht in den Zug gesteckt zu werden. Ab diesem Zeitpunkt erkennt Kun, dass er Mirais älterer Bruder ist, sodass der Zugbegleiter mit ihr in Kontakt treten kann. Das Baby verschwindet und die ältere Mirai erscheint daraufhin und bringt Kun wieder nach Hause, in dem beide in der Luft fliegen. Sie landen auf einem Baum, der die Geschichte der Familienmitglieder zeigt: Kun sieht, dass sein Vater physisch nicht stark genug war, um Fahrrad fahren zu können, dass Yukko seine Mutter zurückließ um ein Haustier zu werden, dass seine Mutter aufhörte, Katzen zu mögen, als sie eine Streunerkatze einen Vogel töten sah, einen Kampf im Zweiten Weltkrieg, bei der das Bein seines Urgroßvaters verletzt wurde und dessen Weg, den er ging, um seine Urgroßmutter heiraten zu können. Kun sieht zudem die Zukunft und erkennt, dass der Jugendliche am Bahnhof sein zukünftiges Ich war. In seiner eigenen Zeitlinie angekommen, entscheidet Kun, auch ohne seine gelbe Hose auf den Ausflug zu gehen und versöhnt sich mit seinen Eltern und seiner kleinen Schwester.

## Produktion
Am 24. Oktober 2017 ließ Studio Chizu den Namen Mirai no Mirai als Marke sichern. Dieses umfasst unter anderem für zukünftige DVD- und Blu-ray-Veröffentlichungen, potenzielle Mobile Games sowie diverse Merchandisingartikel. Das englischsprachige Entertainment-Magazin Variety berichtete bereits im Mai gleichen Jahres, dass sich Regisseur Mamoru Hosoda im Studio Chizu befinde, um an seinem neuesten Film, dessen Arbeitstitel zu diesem Zeitpunkt Mirai lautete, zu arbeiten.
Aus konzeptuellen Gründen arbeitete Hosoda nicht wie gehabt mit seinem langjährigen Partner Anri Jojo zusammen, sondern engagierte den Architekten Makoto Tanijiri für dieses Projekt. Der Regisseur begründete diesen Schritt damit, dass die Charaktere im Film auf seinen Kindern basieren und er deswegen jemanden an seiner Seite haben wollte, der die filmische Umgebung wie das Haus, den Schnellzug und die Bilderbücher so realistisch wie möglich umsetzen konnte.
Als Animation-Supervisor wurde das Ehepaar Hiroyuki Aoyama und Ayako Hata in das Filmprojekt eingebunden, welches die erste Beteiligung eines verheirateten Paares in einem Animefilm seit Taro the Dragon Boy aus dem Jahr 1980 war. Mirai ist der zweite Film, der von Mamoru Hosoda ohne die Unterstützung von Satoko Okudera entstand. Auch dies begründete er damit, das der Film von seinen Kindern inspiriert wurde und deshalb ein persönliches Anliegen sei. Im Vergleich zu seinen früheren Werken arbeitete Hosoda bei Mirai vermehrt mit CGI-Animationen.

## Veröffentlichung
Offizielle Filmpremiere feierte Mirai – Das Mädchen aus der Zukunft wurde während des Directors’ Fortnight im Rahmen des Cannes Film Festivals am 16. Mai 2018. Bereits im Dezember des Jahres 2017 wurde angekündigt, das der Film in 57 Staaten weltweit gezeigt werden wird, darunter in den Vereinigten Staaten und Frankreich.
Es folgten mehrere Aufführungen auf dem Annecy International Animation Festival, bei dem sich der Film auch im Wettbewerb um den Cristal Award befand, sowie auf dem Sydney Film Festival. Am 20. Juli 2018 wurde der Animationsfilm in ganz Japan gezeigt.
Am 13. Oktober 2018 wurde Mirai – Das Mädchen aus der Zukunft während des London Film Festivals gezeigt, gefolgt von einer landesweiten Aufführung im Vereinigten Königreich am 2. November gleichen Jahres in Original- und zwei Tage darauf in englischer Sprache. Am 19. Oktober 2018 wurde der Animationsfilm im Rahmen des Animation Is Film Festivals in Los Angeles erstmals in den Vereinigten Staaten gezeigt, ehe am 29. November eine landesweite Ausstrahlung des Films in mehr als 700 Kinos erfolgte.
Zwischenzeitlich fanden weitere Ausstrahlungen in der Ukraine, Russland, Ungarn, Südostasien, Italien, Singapur, Taiwan und Hongkong statt.
Weltweit spielte Mirai – Das Mädchen aus der Zukunft bisher knapp 24,1 Millionen US-Dollar ein. In Japan spielte der Film am Eröffnungswochenende knapp 3,6 Millionen, in Ungarn etwas mehr als 2.500 Dollar ein. In den Vereinigten Staaten spielte der Film etwas mehr als 670.000 US-Dollar in der ersten Vorstellungswoche ein.

## Sprecher und deutsche Fassung
In Deutschland wurde der Film erstmals am 28. September 2018 im Rahmen des Hamburg Film Festivals in Originalsprache gezeigt. Bereits im Februar sicherte sich der Animepublisher Kazé die Rechte an dem Film. Der Film wird am 28. Mai 2019 im Rahmen der Kazé Anime Nights 2019 erstaufgeführt werden und anschließend ab dem 30. Mai 2019 regulär im Kino starten. Die Premiere der deutschen Synchronisation wird nach einer Lesung des Romans auf der Leipziger Buchmesse, im Rahmen des Lesefests „Leipzig liest“, am 21. März 2019 stattfinden. Sie wurde bei der VSI Synchron unter der Dialogregie von Fritz Rott erstellt.
| Rolle            | Japanischer Sprecher (Seiyū) | Deutscher Sprecher |
| ---------------- | ---------------------------- | ------------------ |
| Kun              | Moka Kamishiraishi           | Peggy Pollow       |
| … Jugendlicher   | Tasuku Hatanaka              | Linus Drews        |
| Mirai            | Haru Kuroki                  | Julia Meynen       |
| … Kleinkind      | Kaede Hondo                  | Anja Rybiczka      |
| Kuns Vater       | Gen Hoshino                  | Fabian Oscar Wien  |
| Kuns Mutter      | Kumiko Aso                   | Nadine Heidenreich |
| … jung           | Sakura Saiga                 | Moira May          |
| Mysteriöser Mann | Mitsuo Yoshihara             | Florian Clyde      |
| Kuns Großmutter  | Yoshiko Miyazaki             | Nina Herting       |
| Kuns Großvater   | Koji Yakusho                 | Hans Bayer         |
| Urgroßvater      | Masaharu Fukuyama            | Matti Klemm        |

## Rezeption
Phil Hoad schrieb in seiner Rezension im britischen Guardian, dass Mirai Regisseur Mamoru Hosoda in die Eliteklasse der japanischen Filmindustrie bringt. Der Film zeige eine ähnliche Romantik wie der Welterfolg Your Name. – Gestern, heute und für immer, erreiche allerdings nicht das gleiche erzählerische Können wie Makoto Shinkais Werk aus dem Jahr 2016.
| Jahr | Auszeichnung                                                   | Kategorie                                                             | Resultat  |
| ---- | -------------------------------------------------------------- | --------------------------------------------------------------------- | --------- |
| 2018 | Annecy International Animation Festival                        | Feature Film (Crystal Award)                                          | Nominiert |
| 2018 | Hamburg Film Festival                                          | Art Cinema Award                                                      | Nominiert |
| 2018 | Satellite Awards                                               | Bester Film (Animationsfilm oder Real-/Animationsfilm)                | Nominiert |
| 2018 | Sitges Festival Internacional de Cinema Fantàstic de Catalunya | Bester Film                                                           | Gewonnen  |
| 2018 | Animation Is Film Festival                                     | Bester Film                                                           | Nominiert |
| 2018 | Washington D.C. Area Film Critics Association Awards           | Bester animinierter Spielfilm                                         | Nominiert |
| 2019 | Academy Awards                                                 | Bester Animationsfilm                                                 | Nominiert |
| 2019 | Japanese Academy Awards                                        | Bester Animationsfilm                                                 | Gewonnen  |
| 2019 | Golden Globe Awards                                            | Bester Animationsfilm                                                 | Nominiert |
| 2019 | Critics’ Choice Movie Awards                                   | Bester animierter Spielfilm                                           | Nominiert |
| 2019 | Annie Award                                                    | Best Animated Independent Feature                                     | Gewonnen  |
| 2019 | Annie Award                                                    | Outstanding Achievement for Writing in an Animated Feature Production | Nominiert |
| 2019 | The Anime Awards                                               | Bester Film                                                           | Nominiert |

## Umsetzungen
Im April 2018 wurde bekannt, dass Mamoru Hosoda an einem Roman basierend auf dem Film arbeite und in drei Versionen bei verschiedenen Labels erscheinen soll, jeweils eine am 15. Juni, 30. Juni und 1. Juli 2018. Yen Press sicherte sich die Rechte für eine Veröffentlichung im englischen Sprachraum. Kazé Deutschland lizenzierte den Roman und plant ihn am 4. April 2019 in zwei Editionen, wahlweise Soft- oder Hardcover, zu veröffentlichen.